# Vòng cực

Vòng cực bắc

Bản đồ thế giới với vòng cực nam

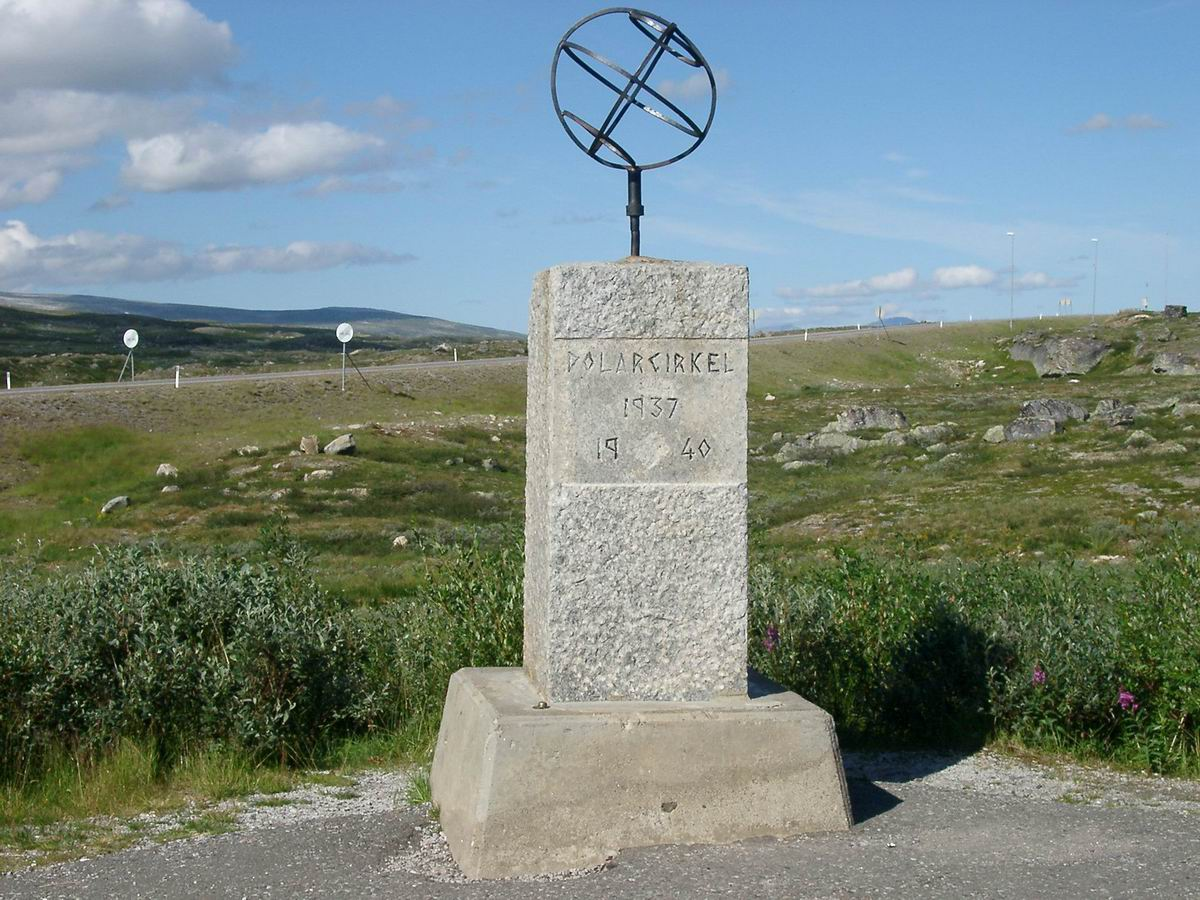
Vòng cực Bắc tại Na Uy

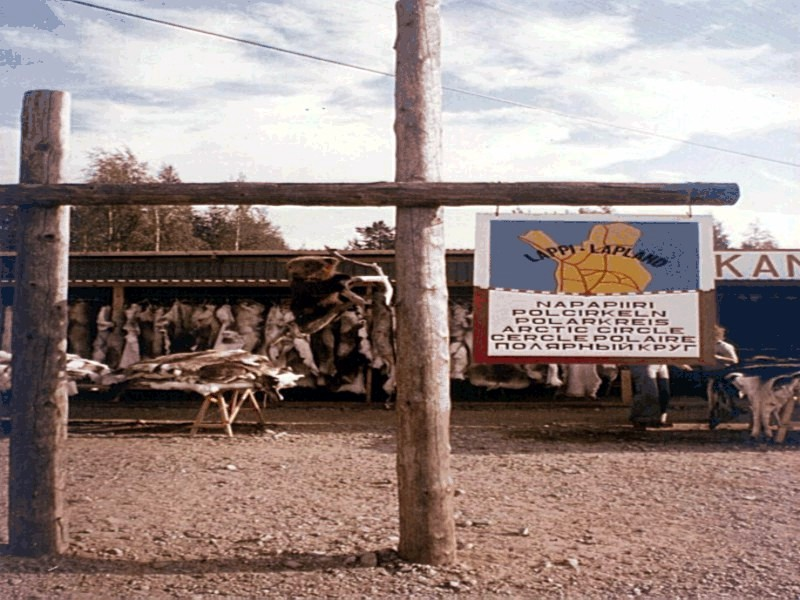
Vòng cực Bắc tại Phần Lan, 1975.

Vòng cực là các đường tưởng tượng trên bề mặt Trái Đất, mà tại các điểm từ các đường này đến hai địa cực đôi khi xảy ra hiện tượng Ngày hay đêm vùng cực (đêm trắng hay ngày không có mặt trời). Trên Trái Đất có hai vòng cực (là vòng cực Bắc và vòng cực Nam). Trong kỷ nguyên J2000 thì các vòng cực này nằm tại vĩ độ 66° 33' (bắc và nam tương ứng). Bề rộng của các vòng cực được xác định theo góc nghiêng của trục tự quay của Trái Đất so với mặt phẳng quỹ đạo của nó (khi coi Mặt Trời là cố định).
Trong ngày đông chí ở Bắc bán cầu (21-22 tháng 12) tại vòng cực Bắc thì Mặt Trời không mọc, còn trong ngày hạ chí của bán cầu này (21-22 tháng 6) thì Mặt Trời không lặn. Tính từ vòng này thì càng gần về phía cực bắc thì hiện tượng này càng kéo dài trong nhiều thời gian hơn. Điều tương ứng cũng diễn ra với các vị trí ở trên vòng cực Nam và các vị trí khác gần hơn về phía Nam cực nhưng diễn ra ngược lại với Bắc bán cầu.
Trên thực tế, do chuyển động không ổn định của Trái Đất trong khoảng không vũ trụ nên các vòng cực không phải là ổn định và thường xuyên biến đổi, vị trí địa lý của nó là không ổn định, thực tế nó dao động trong phạm vi khoảng 2 m trong một ngày và gần 100 m trong một năm. Với sự giúp đỡ của công nghệ hiện đại, vị trí của vòng cực có thể được xác định với độ chính xác cao trong bất kỳ thời điểm nào.